# Acipenser dabryanus
Acipenser dabryanus је зракоперка из реда Acipenseriformes. 

## Угроженост
Ова врста је крајње угрожена и у великој опасности од изумирања.

## Распрострањење
Ареал врсте је ограничен на једну државу. 
Кина је једино познато природно станиште врсте.

## Станиште
Станишта врсте су речни екосистеми и слатководна подручја. 